# Goddeloze Singel

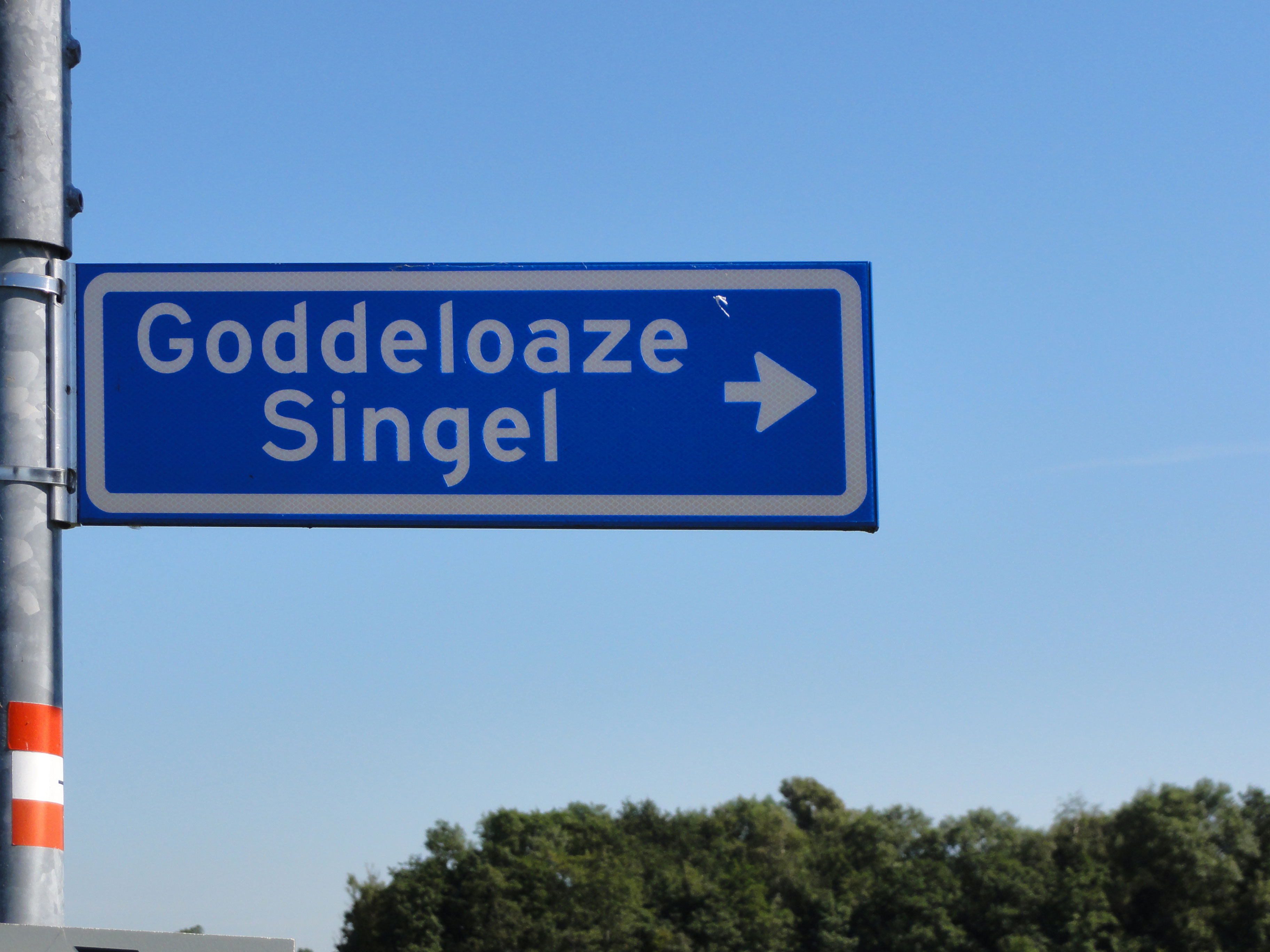
De Goddeloze Singel (De Goddeloaze Singel)

De Goddeloze Singel (Fries: De Goddeloaze Singel, [də ’ɡɔdəlo.əzə ’sɪŋəl]) is een singel  ten oosten van het Friese dorp Veenwouden, dat in de Nederlandse gemeente Dantumadeel ligt. De benaming Goddeloos werd voor het eerst vermeld in de 19e eeuw en is ontleend aan het goddeloze tolhuis, dat ten noorden van deze singel ligt.

## Beschrijving
De singel is 2,7 kilometer lang en loopt van de Schwartzenberglaan ten noordoosten van Veenwouden, tot de Kuikhorneweg ten zuidoosten van het dorp. Het pad is met grind verhard. Van noord naar zuid is het in drie delen gesplitst door de brug over de Bovenweg (de Skilige Piip), de Rondweg en de spoorlijn Leeuwarden-Groningen. Langs het pad is de Tjasker Veenwouden te zien.

## Kloosterpad
De singel maakt deel uit van het eeuwenoude Kloosterpad uit 1453. In de middeleeuwen werd dit pad als handelsroute gebruikt door monniken.

## Spookverhalen
Er doen diverse spookverhalen de ronde over zowel de singel, als het tolhuis en bruggetje dat de Skylige Piip heet. Zo zou een overleden misdadiger in zijn graf geen rust kunnen vinden en 's nachts in de gedaante van een zwarte hond ronddwalen op de Goddeloze Singel. Tevens zijn er diverse verhalen in omloop over een bijna overvallen man met geld op zak. Bij alle versies zou hij zich verscholen hebben onder een omgekeerde boot onder het Skilige Piipke en ternauwernood zijn ontkomen. Aan het eind van de singel zou vroeger een kleine poel zijn geweest waar, volgens de sage, de duivel zelf argeloze zielen in het water smeet, net zo vaak tot ze niet meer op adem konden komen en verdronken.

### Skilige Piip
De Skilige Piip (Nederlands: Schele Pijp) is een brug over de Goddeloze Singel. Deze dankt zijn naam aan het feit, dat er een kleine knik in zit. Een sage vertelt dat op de late avond van een eerste kerstdag een oude man hier een grote loden kist met geld begroef. Om zo lang mogelijk van zijn schat te kunnen genieten ging hij omgekeerd op zijn ezel gezeten huiswaarts. Maar zijn ezel struikelde en de oude man was op slag dood. De loden kist is later gevonden, maar de kist zonk bij elke poging dieper weg. De oude man werd begraven, maar zijn geest zou geen rust hebben gevonden. Diverse mensen meldden hem te hebben gezien. Op de nacht tussen beide kerstdagen zou hij rond hebben gespookt achterstevoren op de ezel gezeten, met een lantaarn in de hand. Vele anderen zeiden hem te voet hebben gezien, in een nachtgewaad met witte slaapmuts en een rode mantel. Omstreeks 1800 zouden duivelbanners geprobeerd hebben een einde te maken aan deze spokerij.